# Microgramma cordata
Microgramma cordata är en stensöteväxtart som först beskrevs av Nicaise Augustin Desvaux, och fick sitt nu gällande namn av Crabbe. Microgramma cordata ingår i släktet Microgramma och familjen Polypodiaceae. Inga underarter finns listade.